# Roßleben
Roßleben is een plaats en voormalige gemeente in de Duitse deelstaat Thüringen, en maakt deel uit van de Kyffhäuserkreis.
Roßleben telt  inwoners.
Roßleben werd op 1 januari 2019 daarop opgenomen in de op die dag gevormde gemeente Roßleben-Wiehe.

## Geboren
- Fritz Hofmann (19 juni 1871 - 14 juli 1927), atleet en gymnast